# Kniaże (obwód iwanofrankiwski)
Kniaże (ukr. Княже) – wieś na Ukrainie, w obwodzie iwanofrankiwskim, w rejonie śniatyńskim, nad Czeremoszem, siedziba administracyjna rady wiejskiej.

## Historia
W 1565 wieś należała do starostwa śniatyńskiego dóbr koronnych. W 1579 dzierżawiona była przez Piotra Zborowskiego.
Miejscowość wielokrotnie była niszczona przez obce wojska: mołdawskie hospodara Petryły (1531), siedmiogrodzkie Stefana Batorego z Somlyó (1531), tureckie (1589) i wielokrotnie – tatarskie.
W XIX wieku leżała w powiecie śniatyńskim Królestwa Galicji i Lodomerii. Przez wieś przebiegała „droga cesarska” zbudowana w 1847. W 1880 istniała we wsi parafia greckokatolicka licząca 1660 wiernych, cerkiew, gromadzka kasa zapomogowo-pożyczkowa i ukraińska szkoła jednoklasowa.
W XIX w. właścicielem majątków w Kniażem i Załuczu był Mikołaj Krzysztofowicz, polski Ormianin, prawnik, poseł VIII kadencji Sejmu Krajowego Galicji. W skład majątków, które liczyły łącznie ok. 800 hektarów ziemi, wchodziły także tartaki, winnice, gorzelnia i młyn wodny. Po śmierci Mikołaja Krzysztofowicza w 1935 dwór w Kniażem przeszedł w ręce jego zięcia, Józefa Jaruzelskiego, który był dziadkiem aktora Zbigniewa Cybulskiego, urodzonego tu w 1927.
Po I wojnie światowej mieszkańcy wsi zaangażowali się w proces formowania państwa ukraińskiego i powstanie Zachodnioukraińskiej Republiki Ludowej. Został tu sformowany batalion rezerwowy, który uczestniczył w walkach z Polakami o Lwów. Miejscowi ochotnicy służyli w oddziałach kawalerii Ukraińskiej Armii Halickiej i w piechocie morskiej Armii Czynnej Ukraińskiej Republiki Ludowej.
W okresie międzywojennym miejscowość była stolicą gminy Kniaże, a następnie należała do gminy Załucze w powiecie śniatyńskim województwa stanisławowskiego.
W 1920 we wsi powstała spółdzielnia rolna, a w 1930, mimo sprzeciwu polskich środowisk, utworzono czteroklasową szkołę ukraińską. W latach 30. ze środków Towarzystwa „Proswita” wzniesiono klub (istniejący do dzisiaj). Działały też Sel-Rob i KPZU.
W okresie międzywojennym w miejscowości stacjonowała placówka Straży Celnej „Kniaże”.
W marcu 1944 nacjonaliści ukraińscy z OUN-UPA zamordowali tutaj 15 Polaków.
Po wojnie miejscowość znalazła się w granicach ZSRR, a od 1991 roku niepodległej Ukrainy.

## Urodzeni we wsi
- Zbigniew Cybulski – polski aktor